# Иов (Княгиницкий)
Иов (Княгиницкий) (известный также как Иов Манявский, в миру Иван Княгиницкий; ок. 1550, Тысменица — 29 декабря 1621, Манявский скит) — церковно-просветительский деятель, схимонах. Местночтимый святой УПЦ (МП), почитается в лике преподобных.
Славился как подвижник и создатель монастырей, друг Иоанна Вишенского, Захарии Копыстенского и других сторонников православия в тяжёлую эпоху введения унии.

## Жизнеописание

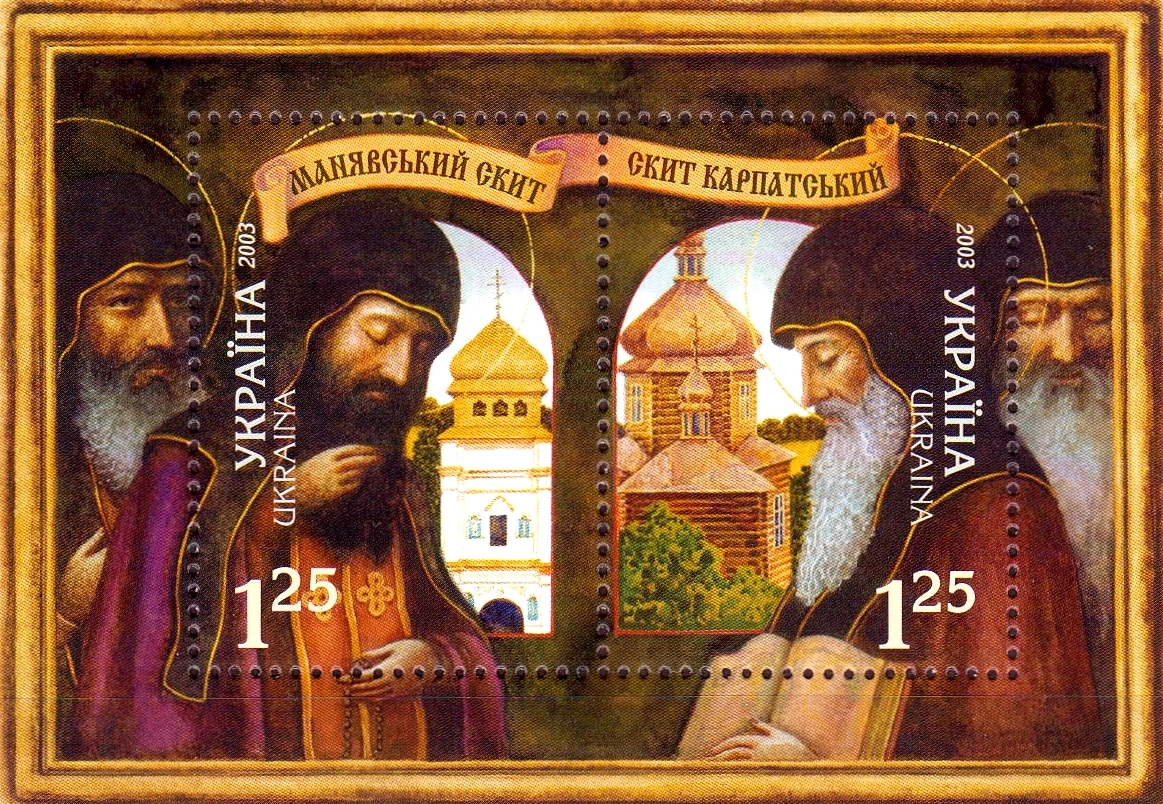
Преподобные Иов и Феодосий Манявские. Почтовая марка, 2003

Сведений о его жизни сохранилось очень мало. Преподобный. Родился в Тысменице (ныне Ивано-Франковская область). Образование получил в монастырской школе в Угневе (ныне Львовская область) и Остроге. Некоторое время был преподавателем Острожской школы.
В молодые годы дважды посетил Афон. Долгое время жил в одном из Афонских монастырей, принял постриг под именем Иезекииля. После возвращения реорганизовал ряд православных монастырей. В 1606 году основал возле села Манява Манявский скит. Поддерживал дружеские отношения с Иваном Вишенским, Захарием Копыстенским и другими церковными деятелями. К Иову Княгиницкому обращались как к авторитету в делах чистоты веры (известное обращение Кирилла Транквилиона).
Житие Иова Княгиницкого было составлено Игнатием из Любарова.

## Канонизация
В 1994 году Священный Синод Украинской Православной Церкви (МП) утвердил чествовать память преподобного Иова (Княгиницкого) и причислил его к лику местночтимых святых.